# The Voice of Germany/Staffel 12
Die zwölfte Staffel der Gesangs-Castingshow The Voice of Germany wurde vom 18. August bis zum 4. November 2022 im Fernsehen ausgestrahlt. Sie wurde erneut von Thore Schölermann und erstmals von Melissa Khalaj moderiert. Zur Jury gehörten Mark Forster, Rea Garvey, Stefanie Kloß sowie erstmals Peter Maffay. Den Wettbewerb gewann Anny Ogrezeanu aus der Coachinggruppe von Mark Forster.

## Erste Phase: Die Blind Auditions
Die Castings zur zwölften Staffel fanden im Frühling 2022 statt, wurden aber nicht im Fernsehen gezeigt. Die Blind Auditions wurden vom 19. bis 24. Mai 2022 erneut im Studio Adlershof in Berlin aufgezeichnet und vom 18. August bis zum 16. September 2022 in zehn Fernsehsendungen ausgestrahlt.
26 Kandidaten erhielten alle vier Jurystimmen. Von diesen entschieden sich neun für Rea Garvey, acht für Stefanie Kloß, fünf für Peter Maffay und vier für Mark Forster als Coach. In die nächste Phase kamen 75 Kandidaten, davon 73 Einzelpersonen und zwei Duos.
Farblegende
| Folge  | Die Coaches und ihre Kandidaten                    | Die Coaches und ihre Kandidaten          | Die Coaches und ihre Kandidaten                       | Die Coaches und ihre Kandidaten                                |
| Folge  | Rea Garvey                                         | Stefanie Kloß                            | Peter Maffay                                          | Mark Forster                                                   |
| ------ | -------------------------------------------------- | ---------------------------------------- | ----------------------------------------------------- | -------------------------------------------------------------- |
| 01     | Isabel „Bella“ Robin Sophie Frei                   | Richard Tedja André Deininger            | Julian Pförtner Nel Lewicki Sissi Engel               | Bruno Flütsch                                                  |
| 02     | Christian Torez Yasya Levchenko                    | Albert „Albi“ Rabaev                     | Leonie „Leo“ Karakaya Susan Agbor Charlotte Torchalla | Hanna Trabert                                                  |
| 03     | Kevin Tschopp Tammo Förster                        | Bastian Benoa Rauschmaier                | Leona Shijaku                                         | Sidney „Sid“ Bader Anny Ogrezeanu Renee Bludau Anja Beck-Harth |
| 04     | Nadine Pimanov                                     | Doni Wirandana Sebastian „Basti“ Schmidt | Jenny Oberst-Harth Katharina Merker                   | Marlon Falter Jerome Mitchell Luka Maksim Klais                |
| 05     | Tami Rahman Lukas und Clemens King                 | Luan Huber Lizi Gogua Jörg Lornsen       | Franziska Kleinert Sarah Barelly                      | Nadine Traoré                                                  |
| 06     | Lisa Pauli                                         | Sophie Buchmann Jens Gilles              | Fahmi Alexander „Alex“ Ohles                          | Ceri Hall-Brady Samuel „Sammy“ Franklin Luis Schubert          |
| 07     | Benjamin „Benny“ Gremmler Marlon Lee Newman        | Aubrey Bacani Ayham Fayad                | Guido Westermann                                      | Leonardo Kryeziu James Boyle Lienne                            |
| 08     | Lucy Grimm Jan Bleeker Sarah Alawuru               | Nico David Anfuso Dominik Puntigam       | Michael „Michi“ Gallistl Maite Jens                   | Luca Wefes                                                     |
| 09     | Sabrina „Rina“ Grundke Björn Meyer Siegmar Meemken | Paul Seifert Jay Jeker                   | Dominik Graf von Schwerin                             | Odessa „Ody“ Patron Christina und Dionisia Gravou              |
| 10     | Vincenzo Rindone                                   | Leander Gronem                           | Jasmin „Jassy“ Tawiah Katja Forg                      |                                                                |
| Gesamt | 19                                                 | 18                                       | 19                                                    | 19                                                             |

## Zweite Phase: Die Battles
Die Battles wurden vom 4. bis 6. Juli 2022 in Berlin aufgezeichnet und vom 16. September bis 30. September 2022 in fünf Fernsehsendungen ausgestrahlt.
In der 18 Kandidaten umfassenden Gruppe von Stefanie Kloß fanden neun Eins-gegen-Eins-Duelle statt. In den anderen drei Gruppen trugen 19 Kandidaten jeweils acht Eins-gegen-Eins-Duelle und ein Dreier-Battle aus. Der jeweilige Coach wählte einen der Kandidaten jedes Battles in die nächste Phase. Die unterlegenen Teilnehmer konnten von einem anderen Juror per „Steal Deal“ übernommen werden. Falls mehr als ein Coach einen Kandidaten übernehmen wollte, wählte der Teilnehmer einen von ihnen zu seinem neuen Coach. Jeder Juror übernahm einen Kandidaten einer anderen Coachinggruppe, so dass alle vier Coachinggruppen mit zehn Teilnehmern in die nächste Phase gingen.
| Folge | Coach         | Battle | Direkt weitergewählter Kandidat | Song                                                                         | Unterlegener Kandidat         | Neuer Coach des unterlegenen Kandidaten |
| ----- | ------------- | ------ | ------------------------------- | ---------------------------------------------------------------------------- | ----------------------------- | --------------------------------------- |
| 10    | Rea Garvey    | 1      | Jan Bleeker                     | Shout von Tears for Fears                                                    | Lisa Pauli                    | —                                       |
| 10    | Stefanie Kloß | 2      | Lizi Gogua                      | Crazy von Gnarls Barkley                                                     | Richard Tedja                 | —                                       |
| 10    | Mark Forster  | 3      | Bruno Flütsch                   | Leave the Door Open von Silk Sonic                                           | Leonardo Kryeziu              | —                                       |
| 10    | Peter Maffay  | 4      | Nel Lewicki                     | The Sound of Silence von Simon & Garfunkel                                   | Sarah Barelly                 | —                                       |
| 11    | Mark Forster  | 5      | Anja Beck-Harth                 | We Built This City von Starship                                              | Hanna Trabert                 | —                                       |
| 11    | Peter Maffay  | 6      | Charlotte Torchalla             | Ich fühl wie du von Peter Maffay                                             | Dominik Graf von Schwerin     | —                                       |
| 11    | Stefanie Kloß | 7      | Basti Schmidt                   | Frozen von Madonna                                                           | Nico David Anfuso             | —                                       |
| 11    | Rea Garvey    | 8      | Sophie Frei                     | SOS von ABBA                                                                 | Benny Gremmler                | —                                       |
| 11    | Peter Maffay  | 9      | Guido Westermann                | Dancing in the Dark von Bruce Springsteen                                    | Alex Ohles                    | —                                       |
| 11    | Mark Forster  | 10     | Sid Bader                       | As It Was von Harry Styles                                                   | Luis Schubert                 | —                                       |
| 11    | Rea Garvey    | 11     | Christian Torez                 | Arcade von Duncan Laurence                                                   | Tami Rahman                   | Stefanie Kloß                           |
| 11    | Rea Garvey    | 11     | Christian Torez                 | Arcade von Duncan Laurence                                                   | Kevin Tschopp                 | Peter Maffay                            |
| 12    | Mark Forster  | 12     | Anny Ogrezeanu                  | (I’ve Had) The Time of My Life von Bill Medley und Jennifer Warnes           | Sammy Franklin                | —                                       |
| 12    | Peter Maffay  | 13     | Julian Pförtner                 | There’s Nothing Holdin’ Me Back von Shawn Mendes                             | Michi Gallistl                | —                                       |
| 12    | Rea Garvey    | 14     | Marlon Lee Newman               | Cold Heart (Pnau Remix) von Elton John und Dua Lipa                          | Lucy Grimm                    | —                                       |
| 12    | Stefanie Kloß | 15     | André Deininger                 | Cryin’ von Aerosmith                                                         | Sophie Buchmann               | —                                       |
| 12    | Mark Forster  | 16     | Luca Wefes                      | Sag mir wo die Blumen sind (Where Have All the Flowers Gone) von Pete Seeger | Luka Maksim Klais             | Rea Garvey                              |
| 12    | Peter Maffay  | 17     | Susan Agbor                     | I’m Every Woman von Chaka Khan                                               | Katja Forg                    | —                                       |
| 12    | Stefanie Kloß | 18     | Jens Gilles                     | Dancing on My Own von Robyn                                                  | Leander Gronem                | —                                       |
| 12    | Rea Garvey    | 19     | Bella Robin                     | Running Up That Hill von Kate Bush                                           | Nadine Pimanov                | —                                       |
| 13    | Mark Forster  | 20     | Marlon Falter                   | Under Pressure von Queen und David Bowie                                     | Nadine Traoré                 | —                                       |
| 13    | Peter Maffay  | 21     | Maite Jens                      | Heaven Is a Place on Earth von Belinda Carlisle                              | Leona Shijaku                 | —                                       |
| 13    | Peter Maffay  | 21     | Maite Jens                      | Heaven Is a Place on Earth von Belinda Carlisle                              | Jassy Tawiah                  | —                                       |
| 13    | Rea Garvey    | 22     | Björn Meyer                     | Unikat von SDP                                                               | Siegmar Meemken               | —                                       |
| 13    | Stefanie Kloß | 23     | Ayham Fayad                     | Sign of the Times von Harry Styles                                           | Jay Jeker                     | —                                       |
| 13    | Peter Maffay  | 24     | Sissi Engel                     | Man! I Feel Like A Woman von Shania Twain                                    | Jenny Oberst-Harth            | —                                       |
| 13    | Rea Garvey    | 25     | Tammo Förster                   | Lovely von Billie Eilish und Khalid                                          | Rina Grundke                  | —                                       |
| 13    | Mark Forster  | 26     | James Boyle                     | Hit the Road Jack von Ray Charles                                            | Christina und Dionisia Gravou | —                                       |
| 13    | Stefanie Kloß | 27     | Jörg Lornsen                    | Weiße Fahnen von Silbermond                                                  | Bastian Benoa Rauschmaier     | —                                       |
| 14    | Mark Forster  | 28     | Ceri Hall-Brady                 | Livin’ on a Prayer von Bon Jovi                                              | Ody Patron                    | —                                       |
| 14    | Peter Maffay  | 29     | Leo Karakaya                    | Das Leben ist schön von Sarah Connor                                         | Franziska Kleinert            | —                                       |
| 14    | Stefanie Kloß | 30     | Luan Huber                      | Without You von The Kid Laroi                                                | Aubrey Bacani                 | —                                       |
| 14    | Rea Garvey    | 31     | Yasya Levchenko                 | Somewhere Only We Know von Keane                                             | Lukas und Clemens King        | —                                       |
| 14    | Stefanie Kloß | 32     | Paul Seifert                    | Counting Stars von OneRepublic                                               | Dominik Puntigam              | —                                       |
| 14    | Peter Maffay  | 33     | Katharina Merker                | Blowin’ in the Wind von Bob Dylan                                            | Fahmi                         | —                                       |
| 14    | Mark Forster  | 34     | Lienne                          | FourFiveSeconds von Rihanna, Kanye West und Paul McCartney                   | Renee Bludau                  | —                                       |
| 14    | Mark Forster  | 34     | Lienne                          | FourFiveSeconds von Rihanna, Kanye West und Paul McCartney                   | Jerome Mitchell               | —                                       |
| 14    | Stefanie Kloß | 35     | Doni Wirandana                  | A Song for You von Leon Russell                                              | Albi Rabaev                   | —                                       |
| 14    | Rea Garvey    | 36     | Sarah Alawuru                   | Ready or Not von Fugees                                                      | Vincenzo Rindone              | Mark Forster                            |

| Die Coaches und ihre Kandidaten nach den Battles                                                                                                | Die Coaches und ihre Kandidaten nach den Battles                                                                                 | Die Coaches und ihre Kandidaten nach den Battles                                                                                                | Die Coaches und ihre Kandidaten nach den Battles                                                                                    |
| Rea Garvey | Stefanie Kloß | Peter Maffay | Mark Forster |
| --- | --- | --- | --- |
| Jan Bleeker Sophie Frei Christian Torez Marlon Lee Newman Luka Maksim Klais Bella Robin Björn Meyer Tammo Förster Yasya Levchenko Sarah Alawuru | Lizi Gogua Basti Schmidt Tami Rahman André Deininger Jens Gilles Ayham Fayad Jörg Lornsen Luan Huber Paul Seifert Doni Wirandana | Nel Lewicki Charlotte Torchalla Guido Westermann Kevin Tschopp Julian Pförtner Susan Agbor Maite Jens Sissi Engel Leo Karakaya Katharina Merker | Bruno Flütsch Anja Beck-Harth Sid Bader Anny Ogrezeanu Luca Wefes Marlon Falter James Boyle Ceri Hall-Brady Lienne Vincenzo Rindone |
| 10 (9+1) | 10 (9+1) | 10 (9+1) | 10 (9+1) |

## Dritte Phase: Sing Off
Die Sing-Off-Phase wurde vom 19. bis 20. Juli 2022 in Berlin aufgezeichnet, fand also nicht wie im Vorjahr als Livesendung statt. Sie wurde vom 7. Oktober bis 21. Oktober 2022 in drei Fernsehsendungen ausgestrahlt.
In der Vorbereitung wurden Rea Garveys Kandidaten von Tones and I, Stefanie Kloß’ Teilnehmer von Lena, Peter Maffays Kandidaten von Wincent Weiss und Mark Forsters Schützlinge von Calum Scott unterstützt. Jeder Coach teilte seine zehn Kandidaten in drei Gruppen ein, in denen jeder Teilnehmer nacheinander ein Lied vortrug. Aus jeder Gruppe wählte der Coach einen Teilnehmer weiter, so dass alle vier Coaches mit je drei Kandidaten in die Liveshow-Phase gingen.
| Folge | Coach         | Auftritt | Kandidat            | Song                                                                   |
| ----- | ------------- | -------- | ------------------- | ---------------------------------------------------------------------- |
| 15    | Rea Garvey    | 1        | Jan Bleeker         | To Love Somebody von den Bee Gees                                      |
| 15    | Rea Garvey    | 2        | Sarah Alawuru       | Independent Women von Destiny’s Child                                  |
| 15    | Rea Garvey    | 3        | Luka Maksim Klais   | Fix You von Coldplay                                                   |
| 15    | Stefanie Kloß | 4        | Doni Wirandana      | When I Fall in Love von Jeri Southern                                  |
| 15    | Stefanie Kloß | 5        | Tami Rahman         | Just Hold Me von Maria Mena                                            |
| 15    | Stefanie Kloß | 6        | Basti Schmidt       | Beautiful von Christina Aguilera                                       |
| 15    | Peter Maffay  | 7        | Kevin Tschopp       | Russian Roulette von Rihanna                                           |
| 15    | Peter Maffay  | 8        | Maite Jens          | Candle in the Wind von Elton John                                      |
| 15    | Peter Maffay  | 9        | Nel Lewicki         | New Rules von Dua Lipa                                                 |
| 15    | Mark Forster  | 10       | Luca Wefes          | Caruso von Lucio Dalla                                                 |
| 15    | Mark Forster  | 11       | Lienne              | Don’t Call Me Up von Mabel                                             |
| 15    | Mark Forster  | 12       | James Boyle         | Jolene von Dolly Parton                                                |
| 15    | Mark Forster  | 13       | Anny Ogrezeanu      | Clown von Emeli Sandé                                                  |
| 16    | Mark Forster  | 14       | Sid Bader           | Little Bit of Love von Tom Grennan                                     |
| 16    | Mark Forster  | 15       | Anja Beck-Harth     | Get here von Brenda Russell                                            |
| 16    | Mark Forster  | 16       | Marlon Falter       | In diesem Moment von Roger Cicero                                      |
| 16    | Peter Maffay  | 17       | Katharina Merker    | Hey von Andreas Bourani                                                |
| 16    | Peter Maffay  | 18       | Guido Westermann    | Here I Go Again von Whitesnake                                         |
| 16    | Peter Maffay  | 19       | Susan Agbor         | His Eye Is on the Sparrow von Mahalia Jackson                          |
| 16    | Rea Garvey    | 20       | Marlon Lee Newman   | Because of You von Ne-Yo                                               |
| 16    | Rea Garvey    | 21       | Björn Meyer         | Tennessee Whiskey von David Allan Coe                                  |
| 16    | Rea Garvey    | 22       | Bella Robin         | Anyone von Demi Lovato                                                 |
| 16    | Rea Garvey    | 23       | Tammo Förster       | Too Much Love Will Kill You von Brian May                              |
| 16    | Stefanie Kloß | 24       | Jens Gilles         | A Thousand Miles von Vanessa Carlton                                   |
| 16    | Stefanie Kloß | 25       | Lizi Gogua          | All I Could Do Was Cry von Etta James                                  |
| 16    | Stefanie Kloß | 26       | Jörg Lornsen        | Für immer ab jetzt von Johannes Oerding                                |
| 16    | Stefanie Kloß | 27       | André Deininger     | You’re the Voice von John Farnham                                      |
| 17    | Mark Forster  | 28       | Bruno Flütsch       | A Change Is Gonna Come von Sam Cooke                                   |
| 17    | Mark Forster  | 29       | Vincenzo Rindone    | Laura non c’è von Nek                                                  |
| 17    | Mark Forster  | 30       | Ceri Hall-Brady     | Sunday Morning von Maroon 5                                            |
| 17    | Rea Garvey    | 31       | Sophie Frei         | All I Want von Olivia Rodrigo                                          |
| 17    | Rea Garvey    | 32       | Christian Torez     | Before You Go von Lewis Capaldi                                        |
| 17    | Rea Garvey    | 33       | Yasya Levchenko     | Take Me to Church von Hozier                                           |
| 17    | Stefanie Kloß | 34       | Paul Seifert        | Dancing with Tears in My Eyes von Ultravox                             |
| 17    | Stefanie Kloß | 35       | Luan Huber          | Say You Won’t Let Go von James Arthur                                  |
| 17    | Stefanie Kloß | 36       | Ayham Fayad         | Drivers License von Olivia Rodrigo                                     |
| 17    | Peter Maffay  | 37       | Sissi Engel         | Run to the Hills von Iron Maiden                                       |
| 17    | Peter Maffay  | 38       | Leo Karakaya        | Männer von Herbert Grönemeyer                                          |
| 17    | Peter Maffay  | 39       | Julian Pförtner     | How to Save a Life von The Fray                                        |
| 17    | Peter Maffay  | 40       | Charlotte Torchalla | Supercalifragilisticexpialidocious von Julie Andrews und Dick Van Dyke |

## Vierte Phase: Die Liveshows
Wie in Staffel 6 bis 10 fanden zwei Livesendungen statt, und zwar am 28. Oktober und am 4. November 2022 in Berlin. Alle Entscheidungen fielen per Televoting durch die Fernsehzuschauer. Von den zwölf Liveshowteilnehmern hatten sechs in den Blind Auditions alle vier Jurystimmen erhalten, nämlich Jan Bleeker, Tammo Förster, Basti Schmidt, Sophie Frei, Luan Huber und Julian Pförtner.

### Erste Liveshow (Halbfinale)
In der ersten Liveshow am 28. Oktober 2022 kamen vier der zwölf Kandidaten weiter: In jeder Coachinggruppe trugen die drei Teilnehmer je ein Lied vor, wonach die Zuschauer per Televoting einen von ihnen ins Finale wählten. In Rea Garveys Gruppe wurde zunächst Sophie Frei als Siegerin bezeichnet; einige Minuten später wurde erklärt, dass die Werte auf der Anzeigetafel vertauscht waren und Tammo Förster die höchste Prozentzahl hatte.
Michael Schulte und Max Giesinger trugen gemeinsam ihren neuen Song More To This Life vor.
| Coach         | Auftritt | Kandidat        | Song                                             | Televoting |
| ------------- | -------- | --------------- | ------------------------------------------------ | ---------- |
| Rea Garvey    | 1        | Tammo Förster   | Falling von Harry Styles                         | 50,4 %     |
| Peter Maffay  | 2        | Susan Agbor     | Respect von Otis Redding                         | 22,7 %     |
| Stefanie Kloß | 3        | Luan Huber      | Believer von Imagine Dragons                     | 33,6 %     |
| Mark Forster  | 4        | Marlon Falter   | Ja von Silbermond                                | 20,0 %     |
| Stefanie Kloß | 5        | Lizi Gogua      | Uptown Funk von Mark Ronson featuring Bruno Mars | 25,6 %     |
| Mark Forster  | 6        | Bruno Flütsch   | In the Ghetto von Elvis Presley                  | 14,6 %     |
| Peter Maffay  | 7        | Julian Pförtner | Someone You Loved von Lewis Capaldi              | 58,9 %     |
| Rea Garvey    | 8        | Sophie Frei     | No Roots von Alice Merton                        | 16,3 %     |
| Stefanie Kloß | 9        | Basti Schmidt   | The Show Must Go On von Queen                    | 40,8 %     |
| Rea Garvey    | 10       | Jan Bleeker     | Father and Son von Cat Stevens                   | 33,3 %     |
| Peter Maffay  | 11       | Nel Lewicki     | Euphoria von Loreen                              | 18,5 %     |
| Mark Forster  | 12       | Anny Ogrezeanu  | Not About Angels von Birdy                       | 65,4 %     |

### Zweite Liveshow (Finale)
Die zweite Liveshow, das Finale, fand am 4. November 2022 statt. Jeder Finalteilnehmer sang ein Duett mit seinem Coach und eins mit einem Gaststar: Tammo Förster mit Alphaville, Basti Schmidt mit Conchita Wurst, Julian Pförtner mit Nico Santos und Anny Ogrezeanu mit Zoe Wees.
Die Televoting-Abstimmung über die vier Kandidaten gewann Anny Ogrezeanu mit einem Ergebnis von mehr als 41 Prozent.
| Rang | Coach         | Kandidat        | Auftritt | Songs                    | Songs                                                | Televoting |
| ---- | ------------- | --------------- | -------- | ------------------------ | ---------------------------------------------------- | ---------- |
| 1.   | Mark Forster  | Anny Ogrezeanu  | 1        | Duett mit Coach          | Friday I’m in Love von The Cure                      | 41,61 %    |
| 1.   | Mark Forster  | Anny Ogrezeanu  | 8        | Duett mit Gastkünstlerin | Daddy’s Eyes von Zoe Wees                            | 41,61 %    |
|      |               |                 |          |                          |                                                      |            |
| 2.   | Peter Maffay  | Julian Pförtner | 4        | Duett mit Coach          | Achy Breaky Heart von Billy Ray Cyrus                | 30,01 %    |
| 2.   | Peter Maffay  | Julian Pförtner | 7        | Duett mit Gastkünstler   | One Day (I’m Gonna Break Your Heart) von Nico Santos | 30,01 %    |
|      |               |                 |          |                          |                                                      |            |
| 3.   | Rea Garvey    | Tammo Förster   | 6        | Duett mit Coach          | Say Something von A Great Big World                  | 22,41 %    |
| 3.   | Rea Garvey    | Tammo Förster   | 3        | Duett mit Gastkünstlern  | Forever Young von Alphaville                         | 22,41 %    |
|      |               |                 |          |                          |                                                      |            |
| 4.   | Stefanie Kloß | Basti Schmidt   | 2        | Duett mit Coach          | Beat It von Michael Jackson                          | 05,97 %    |
| 4.   | Stefanie Kloß | Basti Schmidt   | 5        | Duett mit Gastkünstlerin | All I Wanna Do von Conchita Wurst                    | 05,97 %    |

## Einschaltquoten
| Folge | Sendung         | Sender                 | Datum                  | Zuschauer | Zuschauer       | Marktanteil | Marktanteil     |
| Folge | Sendung         | Sender                 | Datum                  | Gesamt    | 14 bis 49 Jahre | Gesamt      | 14 bis 49 Jahre |
| ----- | --------------- | ---------------------- | ---------------------- | --------- | --------------- | ----------- | --------------- |
| 01    | Blind Auditions | ProSieben              | Do, 18. August 2022    | 2,18 Mio. | 0,74 Mio.       | 9,4 %       | 14,0 %          |
| 02    | Blind Auditions | Sat.1                  | Fr, 19. August 2022    | 1,93 Mio. | 0,60 Mio.       | 8,8 %       | 12,4 %          |
| 03    | Blind Auditions | ProSieben              | Do, 25. August 2022    | 1,93 Mio. | 0,62 Mio.       | 9,3 %       | 14,4 %          |
| 04    | Blind Auditions | Sat.1                  | Fr, 26. August 2022    | 2,03 Mio. | 0,54 Mio.       | 9,5 %       | 12,2 %          |
| 05    | Blind Auditions | ProSieben              | Do, 1. September 2022  | 2,22 Mio. | 0,72 Mio.       | 9,9 %       | 15,1 %          |
| 06    | Blind Auditions | Sat.1                  | Fr, 2. September 2022  | 2,10 Mio. | 0,56 Mio.       | 9,4 %       | 11,3 %          |
| 07    | Blind Auditions | ProSieben              | Do, 8. September 2022  | 1,81 Mio. | 0,60 Mio.       | 7,3 %       | 9,7 %           |
| 08    | Blind Auditions | Sat.1                  | Fr, 9. September 2022  | 1,89 Mio. | 0,56 Mio.       | 8,1 %       | 11,2 %          |
| 09    | Blind Auditions | ProSieben              | Do, 15. September 2022 | 2,02 Mio. | 0,66 Mio.       | 8,5 %       | 12,3 %          |
| 10    | Blind Auditions | Sat.1                  | Fr, 16. September 2022 | 1,88 Mio. | 0,56 Mio.       | 7,7 %       | 10,2 %          |
| 10    | Battles         | Sat.1                  | Fr, 16. September 2022 | 1,88 Mio. | 0,56 Mio.       | 7,7 %       | 10,2 %          |
| 11    | ProSieben       | Do, 22. September 2022 | 1,94 Mio.              | 0,63 Mio. | 8,3 %           | 12,4 %      |                 |
| 12    | Sat.1           | Fr, 23. September 2022 | 1,66 Mio.              | 0,47 Mio. | 6,6 %           | 8,5 %       |                 |
| 13    | ProSieben       | Do, 29. September 2022 | 1,76 Mio.              | 0,62 Mio. | 7,5 %           | 11,7 %      |                 |
| 14    | Sat.1           | Fr, 30. September 2022 | 1,60 Mio.              | 0,46 Mio. | 6,7 %           | 8,2 %       |                 |
| 15    | Sat.1           | Sing Off               | Fr, 7. Oktober 2022    | 1,65 Mio. | 0,53 Mio.       | 6,6 %       | 9,7 %           |
| 16    | Sat.1           | Sing Off               | Fr, 14. Oktober 2022   | 1,73 Mio. | 0,51 Mio.       | 6,9 %       | 9,0 %           |
| 17    | Sat.1           | Sing Off               | Fr, 21. Oktober 2022   | 1,68 Mio. | 0,45 Mio.       | 6,8 %       | 8,4 %           |
| 18    | Sat.1           | Liveshows              | Fr, 28. Oktober 2022   | 1,53 Mio. | 0,51 Mio.       | 7,2 %       | 10,0 %          |
| 19    | Sat.1           | Liveshows              | Fr, 4. November 2022   | 1,80 Mio. | 0,52 Mio.       | 7,8 %       | 10,0 %          |